# Ludger Pries
Ludger Pries (* 28. Mai 1953 in Füchtorf, Nordrhein-Westfalen) ist ein deutscher Soziologe.

## Leben
Ludger Pries machte nach Abitur am Staatlichen Gymnasium Laurentianum Warendorf 1972 und Wehrdienst von 1974 bis 1977 eine Ausbildung zum Maschinenbauer und arbeitete dann als Werkzeugmacher bis 1980. Von 1980 bis 1985 studierte er Diplom-Sozialwissenschaft an der Ruhr-Universität Bochum und der Universidad Autónoma de Puebla in Mexiko. Er arbeitete als wissenschaftlicher Mitarbeiter von 1985 bis 1987 am Landesinstitut Sozialforschungsstelle Dortmund und von 1987 bis 1990 am Institut für Soziologie der Universität Erlangen-Nürnberg. Dort promovierte er 1989 mit einer Arbeit zum Thema „Betrieblicher Wandel in der Risikogesellschaft“. Von 1990 bis 1996 lebte und arbeitete er in Mexiko. Mit einem PostDoc- und einem Habilitationsstipendium der Deutschen Forschungsgemeinschaft studierte er Erwerbsverläufe und Arbeitsorientierungen von abhängig und selbständig Beschäftigten in der formellen und informellen Ökonomie und habilitierte sich 1995 mit diesem Thema an der Universität Erlangen-Nürnberg. Von 1994 bis 1996 hatte er den ‚Stiftungslehrstuhl Pierre Naville‘ an der Universidad Autónoma Metropolitana in Mexiko-Stadt inne. Zurück in Deutschland war er zwischen 1996 und 2001 Leiter eines DFG-Forschungsprojektes, arbeitete auf einer Forschungsprofessur und in Lehrstuhlvertretungen an den Universitäten Saarbrücken und Göttingen. Seit 2001 ist er Inhaber des Lehrstuhls Soziologie/Organisation, Migration, Mitbestimmung an der Ruhr-Universität Bochum.

## Forschungs- und Lehrtätigkeiten
Ludger Pries bemüht sich in seiner Arbeit um eine innovative Integration unterschiedlicher theoretisch-konzeptioneller Diskussionsstränge mit fundierter quantitativer und qualitativer empirischer Forschung. In seiner Dissertation verknüpfte er die vor allem von Ulrich Beck entwickelte Theorie reflexiver Modernisierung mit arbeits- und industriesoziologischen Konzepten des Wandels betrieblicher Arbeit und Organisation. In der Habilitation führte er die europäische Lebensverlaufs- und Biographieforschung mit der für Länder des Südens entwickelten Theorie des informellen Sektors in der Analyse von über 600 Lebensverläufen und 30 Biographien zusammen. Die klassische Industrial-Relations-Forschung verband er in dem Konzept der Erwerbsregulierung mit neueren Forschungen zu neuen sozialen Akteursgruppen und transnationalen Governance-Strukturen. Er leistete innovative Beiträge zur Transnationalisierungs- und Migrationsforschung und integrierte diese mit organisations-, globalisierungs- und raumsoziologischen Konzepten.
Ludger Pries weilte zu Forschungs- und Lehraufenthalten in Brasilien, Deutschland, Mexiko, Spanien und den USA. Er warb für über zwanzig vorwiegend grundlagenorientierte und international vergleichende Forschungsprojekte Mittel im Umfang von mehreren Mio. Euro ein. Seit 1987 führt Ludger Pries regelmäßig universitäre Lehrveranstaltungen in den Bereichen Allgemeine Soziologie, Arbeits-, Industrie- und Techniksoziologie, Soziologie der Erwerbsregulierung, Migrationssoziologie und Raumsoziologie, Organisationssoziologie, Globalisierungs- und Transnationalisierungsforschung, Biographie- und Lebenslaufforschung, Methodologie und Methoden (international) vergleichender Sozialforschung durch, wobei er forschendes Lehren und lehrendes Forschen als wichtige Prinzipien anwandte. Er organisierte über zehn Summer Schools für Postgraduierte in Bochum, Mexiko und Costa Rica und hatte Kurzzeitdozenturen an der UFMG / Brasilien und der UAM-/Mexiko inne. Er war Visiting Fellow an der University of Pennsylvania/USA, der Columbia University/USA und der Cornell University/USA.
Als Leiter bzw. Ko-Direktor mehrerer großer internationaler und international vergleichender Forschungsprojekte in den Themenbereichen Migration/Ethnizität/Migrantenorganisationen, kultur- und ländervergleichende (Profit- und Non-Profit-) Organisationen sowie kultur- und ländervergleichende und transnationale Erwerbsregulierung und Beschäftigtenpartizipation kooperierte er unter anderem mit folgenden Universitäten und Forschungseinrichtungen: Centre national de la recherche scientifique (CERI)-Paris, Centre of Migration Research-Warschau, Centro Brasileiro de Analise e Planejamento (CEBRAP)-Sao Paulo, Chinese Academy of Science/Institute of Ethnology and Anthropology-Beijing, University of Oxford / International Migration Institute-Oxford, Universidad Autónoma Metropolitana / Estudios Sociales-Mexiko, Universidad de Granada / Laboratorio de Estudios Interculturales-Granada, Universidad Nacional de Colombia / Instituto de Sociología-Bogotá, Universität Amsterdam / Institute for Migration and Ethnic Studies-Amsterdam, University of Warwick / Institute for Employment Research(IER)-Warwick und University of Sussex / School of Social Sciences and Cultural Studies-Sussex.

## Sonstige wissenschaftliche Aktivitäten
Ludger Pries ist Mitglied der Deutschen Gesellschaft für Soziologie (DGS) und war Vorstandsmitglied und Sprecher der DGS-Sektion Migration und ethnische Minderheiten (2005–2011). Er war Sprecher des Organisationskomitees des 36. Kongresses der DGS 2012 in Bochum. Er war Dekan der Fakultät für Sozialwissenschaft (2004–2006) und Berufungsbeauftragter des Rektorats (2008–2011) an der Ruhr-Universität Bochum. Er ist Rektoratsbeauftragter für die Kooperation RUB-IG Metall seit 2001 und Direktoriumsmitglied des Instituts für Friedenssicherungs- und Humanitäres Völkerrecht seit 2007. Von 1994 bis 2000 war er Mitglied der Latin American Studies Association (LASA). Er ist Mitglied der International Sociological Association (ISA) und Mitglied in deren Research Committee 30 (Sociology of Work) sowie im RC 31 (Sociology of Migration). Er ist Mitglied in der European Sociological Association (ESA) und Gründungsmitglied von deren Research Network 35 (Sociology of Migration). Seit 1996 ist er Mitglied im Forschungs-Netzwerk Groupe d'Etudes et de Recherche Permanent sur l'Industrie et les Salariés de l'Automobile GERPISA/Paris. Er ist Gutachter für mehr als 30 größtenteils wissenschaftliche Fachzeitschriften und über zehn wissenschaftliche Stiftungen und Fördereinrichtungen.
Bis 2017 war Ludger Pries Mitherausgeber der Zeitschrift Soziologische Revue. Von 2011 bis 2015 war er Mitglied und seit 2012 Stellvertretender Sprecher des Sachverständigenrates deutscher Stiftungen für Integration und Migration (SVR).
Er ist Mitglied des Rats für Migration.

## Ausgewählte Veröffentlichungen

### Monographien
- Migration. Warum man sie nicht steuern kann – aber verstehen und mitgestalten. Frankfurt am Main/New York: Campus, 2025. ISBN 978-3-593-52072-8
- Verstehende Kooperation. Herausforderungen für Soziologie und Evolutionsforschung im Anthropozän. Frankfurt am Main/New York: Campus, 2021. ISBN 978-3-593-51464-2
- Refugees, Civil Society and the State. European Experiences and Global Challenges. Cheltenham: Edward Elgar (grundlegend überarbeitete, aktualisierte und erweiterte englische Fassung des Buches „Migration und Ankommen“), 2018. ISBN 978-1-78811-652-7
- La transnacionalización del mundo social. Espacios sociales más allá de las sociedades nacionales. México: El Colegio de México (leicht aktualisierte spanische Übersetzung des Buches „Transnationalisierung der sozialen Welt“), 2017. ISBN 978-607-628-202-1
- Migration und Ankommen. Die Chancen der Flüchtlingsbewegung. Campus Verlag, Frankfurt am Main 2016. ISBN 978-3-593-50638-8
- A Solution for Transnational Labour Regulation? Company Internationalization and European Works Councils in the Automotive Sector. New York, Bern, Berlin, Bruxelles, Frankfurt am Main, Oxford, Wien: Peter Lang (zusammen mit Axel Hauser-Ditz, Markus Hertwig und Luitpold Rampeltshammer, aktualisierte und erweiterte englische Fassung der Veröffentlichung „Transnationale Mitbestimmung? Zur Praxis europäischer Betriebsräte in der Automobilindustrie“ mit einer umfassenden aktualisierenden neuen Einleitung), 2016. ISBN 978-3631670576
- Überfordert im Managen von Vielfalt? Euro-Betriebsräte im Strukturwandel der Automobilzulieferindustrie. Frankfurt/M.: Campus (zusammen mit Axel Hauser-Ditz und Valentina Mählmeyer), 2015
- Soziologie. Schlüsselbegriffe, Herangehensweisen und Perspektiven. Weinheim: Beltz-Juventa, 2014. ISBN 978-3-7799-6052-2
- Transnationalisierung. Theorie und Empirie neuer Vergesellschaftung. Wiesbaden: VS Verlag, 2010. ISBN 978-3-531-17512-6
- Transnationale Mitbestimmung? Zur Praxis europäischer Betriebsräte in der Automobilindustrie. Frankfurt/M.: Campus (zusammen mit Axel Hauser-Ditz, Markus Hertwig und Luitpold Rampeltshammer), 2010. ISBN 978-3-593-39152-6
- Erwerbsregulierung in einer globalisierten Welt. Wiesbaden: VS-Verlag, 2010. ISBN 978-3-658-26868-8
- Führungskräfte und betriebliche Mitbestimmung. Zur Praxis der Partizipation am Beispiel der chemischen Industrie. Frankfurt am Main/New York: Campus (zusammen mit Fabian Hoose und Sebastian Jeworutzki), 2009. ISBN 978-3593388786
- Betriebliche Interessenregulierung in Deutschland. Arbeitnehmervertretung zwischen demokratischer Teilhabe und ökonomischer Effizienz. Frankfurt am Main/New York: Campus (zusammen mit Axel Hauser-Ditz und Markus Hertwig), 2008. ISBN 978-3-593-38738-3
- Die Transnationalisierung der sozialen Welt. Sozialräume jenseits von Nationalgesellschaften. Frankfurt/M.: Suhrkamp, 2008. ISBN 978-3-518-12521-2
- Soziologie Internationaler Migration. Einführung in Klassische Theorien und neue Ansätze. Bielefeld: Transcript, 2001. ISBN 978-3-8394-0027-2
- Entre el corporativismo productivista y la participación de los trabajadores. Globalización y Relaciones Industriales en la Industria Automotríz Mexicana (Zwischen produktivistischem Korporativismus und Arbeitnehmerbeteiligung. Globalisierung und Industrielle Beziehungen in der mexikanischen Automobilindustrie; unter Mitarbeit von Gabriela García, César Gutiérrez und Fernando Herrera). Mexiko: Porrúa, 2000. ISBN 970-701-021-5
- Arbeitsbeziehungen zwischen Markt und Staat. Neue Arbeitsregimes im Transformationsprozeß Lateinamerikas. Münster: Westfälisches Dampfboot (in Spanisch veröffentlicht: Relaciones Laborales entre Mercado y Estado: Nuevos régimenes de Trabajo en la Transformación Latinoamericana). Caracas: Nueva Sociedad 2000 (zusammen mit Rainer Dombois), 1999. ISBN 978-3896914613
- Auf dem Weg zu global operierenden Konzernen? BMW, Daimler-Benz und Volkswagen - Die Drei Großen der deutschen Automobilindustrie. München/Mering: Rainer Hampp Verlag, 1999. ISBN 3-87988-374-2
- Wege und Visionen von Erwerbsarbeit. Erwerbsverläufe und Arbeitsorientierungen abhängig und selbständig Beschäftigter in Mexiko. Frankfurt a. M./ Berlin/Bern/New York/Paris/Wien: Peter Lang Verlag, 1997. ISBN 978-3631314159
- Betrieblicher Wandel in der Risikogesellschaft. Empirische Befunde und konzeptionelle Überlegungen. Opladen: Westdeutscher Verlag (in Spanisch erschienen 1995 in Mexiko: La reestructuración productiva como modernización reflexiva, Universidad Autónoma Metropolitana-Colección CSH; zweite deutsche Auflage 1998 München/Mering: Rainer Hampp Verlag), 1991. ISBN 978-3-322-88645-3

### Herausgeberschaften
- Refugee Protection and Civil Society in Europe. Houndmills: Palgrave (zusammen mit Margit Feischmidt und Celine Cantat), 2019. ISBN 978-3-319-92741-1
- The Palgrave Handbook of Workers’ Participation at Plant Level. New York: Palgrave (zusammen mit Stefan Berger und Manfred Wannöffel), 2019. ISBN 978-1-137-48192-4
- European and Latin American Social Scientists as Refugees, Emigrés and Return‐migrants. Transnational lives and travelling theories at El Colegio de México and the New School for Social Research. New York / London: Palgrave (zusammen mit Pablo Yankelevitch), 2019. ISBN 978-3-319-99265-5
- Versunken im Mittelmeer? Flüchtlingsorganisationen im Mittelmeerraum und das Europäische Asylsystem. Bielefeld: transcript (zusammen mit Anna Gansbergen und Juliana Witkowski), 2016. ISBN 978-3-8376-3676-5
- Wissenschaft und Arbeitswelt – eine Kooperation im Wandel. Zum 40. Jubiläum des Kooperationsvertrags zwischen der Ruhr-Universität Bochum und der IG Metall. Baden-Baden: Sigma (zusammen mit Hans-Jürgen Urban und Manfred Wannöffel), 2015. ISBN 978-3-8487-2478-9
- Cross-Border Staff Mobility. A Comparative Study of Profit and Non-Profit Organisations. Basingstoke/New York: Palgrave Macmillan (zusammen mit Christel Adick, Bruno Gandlgruber und Martina Maletzky), 2015. ISBN 978-1-137-40441-1
- Shifting boundaries of belonging. New migration dynamics in Europe and China. Houndmills: Palgrave, 2013. ISBN 978-0-230-36972-6
- Zusammenhalt durch Vielfalt? Bindungskräfte der Vergesellschaftung im 21. Jahrhundert. Wiesbaden: Springer VS, 2013. ISBN 978-3-531-18631-3
- Cross-Border Migrant Organisations in Comparative Perspective. Houndmills: Palgrave (zusammen mit Zeynep Sezgin), 2012. ISBN 978-1-137-03511-0
- Migration and Integration. Reflections on Our Common Future. Leipzig: CEP Europäische Verlagsanstalt (zusammen mit Klaus Bade und Bernhard Lorentz), 2011. ISBN 3-86393-011-8
- La transnacionalización. Enfoques teoricos y empiricos. Mexico: Universidad Autonoma Metropolitana at Iztapalapa and Miguel Angel Porrua (zusammen mit Gustavo Emmerich), 2011. ISBN 978-6074013900
- Jenseits von ‚Identität oder Integration‘. Grenzen überspannende Migrantenorganisationen. Wiesbaden: VS-Verlag (zusammen mit Zeynep Sezgin), 2010. ISBN 978-3-531-16656-8
- European Works Councils in complementary perspectives. Brussels: ETUI (zusammen mit Markus Hertwig und Luitpold Rampeltshammer), 2010. ISBN 978-2-87452-162-1
- Rethinking Transnationalism. The Meso-link of organisations. London: Routledge, 2008. ISBN 978-1-138-87454-1
- New Transnational Social Spaces. International Migration and Transnational Companies. London: Routledge, 2001. ISBN 978-0415237369
- Migration and Transnational Social Spaces. Aldershot: Ashgate, 1999.
- Transnationale Migration. Sonderband 12 der Zeitschrift SOZIALE WELT. Baden-Baden: Nomos, 1997. ISBN 978-3-7890-5165-4

## Einzellinks
1. ↑  http://www.soziologie.phil.uni-erlangen.de./
2. ↑  Archivierte Kopie (Memento vom 22. Juli 2013 im Internet Archive). Abgerufen am 4. April 2024.
3. ↑  Ludger Pries: Wege und Visionen von Erwerbsarbeit. In: raumnachrichten.de. Abgerufen am 26. Juni 2025.
4. ↑  — (Memento vom 2. April 2015 im Internet Archive).
5. ↑  Archivierte Kopie (Memento vom 3. Juli 2013 im Internet Archive).
6. ↑  Archivierte Kopie (Memento vom 3. Juli 2013 im Internet Archive). Abgerufen am 4. April 2024.
7. ↑  http://www.sciencespo.fr/ceri/fr
8. ↑  http://www.idea6fp.uw.edu.pl./
9. ↑  http://www.imi.ox.ac.uk/
10. ↑  — (Memento vom 3. Juni 2013 im Internet Archive).
11. ↑  — (Memento vom 11. Juni 2013 im Internet Archive).
12. ↑  Departamento de Sociología. Universidad Nacional de Colombia, archiviert vom Original (nicht mehr online verfügbar) am 27. Juli 2017; abgerufen am 26. Juni 2025 (spanisch).
13. ↑  http://imes.uva.nl/
14. ↑  http://www2.warwick.ac.uk/fac/soc/ier.
15. ↑  http://www.sussex.ac.uk/sociology.
16. ↑  http://www.dgs2012.de./
17. ↑  http://rubigm.ruhr-uni-bochum.de/
18. ↑  http://lasa.international.pitt.edu./
19. ↑  http://www.isa-sociology.org./
20. ↑  RN35 - Profile. European Sociological Association, archiviert vom Original (nicht mehr online verfügbar) am 28. Oktober 2014; abgerufen am 26. Juni 2025 (englisch).
21. ↑  https://www.degruyter.com/view/j/srsr.
22. ↑  Prof. Uslucan übernimmt stellvertretenden Vorsitz des SVR. Abgerufen am 28. April 2020.
23. ↑  Mitglieder -. Abgerufen am 19. Februar 2024 (deutsch).

| Personendaten    | Personendaten                 |
| ---------------- | ----------------------------- |
| NAME             | Pries, Ludger                 |
| KURZBESCHREIBUNG | deutscher Soziologe           |
| GEBURTSDATUM     | 28. Mai 1953                  |
| GEBURTSORT       | Füchtorf, Nordrhein-Westfalen |